# Alice a Bob
Alice a Bob jsou fiktivní jména tradičně používaná jako příklad při vysvětlování protokolů v kryptografii (případně v dalších vědách). Kromě těchto základních jmen (odvozených od počátečních písmen abecedy) se používají další tradiční jména pro ostatní účastníky protokolu, přičemž první písmeno zpravidla naznačuje roli (anglickým slovem se stejným počátečním písmenem), kterou v příslušném protokolu daná osoba plní.
Jména umožňují přehlednější výklad, než kdyby se používala označení typu „osoba A“, „osoba B“ či neustále opakovalo „vysílající“, „přijímající“ apod.

## Přehled používaných jmen a představovaných rolí
- Alice a Bob jsou základní účastníci protokolu;[1] cílem Alice je nejčastěji poslat zprávu Bobovi.
- Carol (někdy Charlie) je třetí účastník.[1]
- Dave, případně další jména v abecedním pořadí (Ellen, Frank, …,[2] pro poslední osobu se někdy používá jméno Zoe) jsou další osoby v protokolech s mnoha účastníky.
- Eve (v českých textech často Eva) je odposlouchávající („eavesdropper“), osoba, která se snaží bez dovolení číst přenášené informace, tedy pasivní útočník – dokáže číst obsah zpráv, ale nemůže do komunikace aktivně zasahovat.[1] V kvantové kryptografii se tímto jménem někdy označuje okolní prostředí („environment“).
- Mallet, Mallory či Marvin – aktivní nepřátelský útočník („malicious“), osoba, která může do komunikace i zasahovat, měnit obsah přenášených zpráv, některé zprávy zahazovat či vysílat vlastní.[1] Představuje nebezpečnějšího protivníka než Eve.
- Trent je důvěryhodný („trusted“) arbitr, nezaujatá třetí strana, ke které mají všichni účastníci naprostou důvěru.[1]
- Walter je hlídač („warden“), který v některých protokolech nějakým způsobem hlídá další účastníky.[1]
- Peggy či Pat vystupuje jako dokazovatel („prover“) zejména v důkazových systémech s nulovou znalostí, kde je jejím partnerem Victor v roli ověřovatele („verifier“).[1]
- Arthur a Merlin jsou protějšky v interaktivních důkazových systémech: Merlin je dokazující, který má k dispozici neomezenou výpočetní sílu, Arthur mu pokládá dotazy. (Podle těchto jmen se také nazývají dvě třídy složitosti: AM a MA.)